# Czarne (województwo śląskie)
Czarne – osada w Polsce położona w województwie śląskim, w powiecie lublinieckim, w gminie Ciasna.
W latach 1975–1998 miejscowość administracyjnie należała do województwa częstochowskiego.